# Allium kiiense
Allium kiiense är en amaryllisväxtart som först beskrevs av Gen Murata, och fick sitt nu gällande namn av Hir.Takah.bis och Mitsuru Hotta. Allium kiiense ingår i släktet lökar, och familjen amaryllisväxter. Inga underarter finns listade i Catalogue of Life.